# Casole Bruzio
Casole   Bruzio község (comune) Olaszország Calabria régiójában, Cosenza megyében.

## Fekvése
A megye központi részén fekszik. Határai: Celico, Cosenza, Pedace, Rovito, Serra Pedace, Spezzano della Sila, Spezzano Piccolo és Trenta.

## Története
A település elődjét az i. e. 3-2 században alapították a bruttiusok Triginta Casulae néven. Első írásos említése 986-ból származik. A szaracén támadások elől menekülő lakosok alapították az ókori város helyén. A középkorban hűbéri birtok volt. 1820-ban lett önálló település a Nápolyi Királyság keretein belül.

## Népessége
A népesség számának alakulása:

## Főbb látnivalói
- Palazzo Casole
- Palazzo Magliari
- Palazzo Ponte
- Villa Amato
- Villa Luigi Prato
- Villa Lupinacci
- Santa Maria Assunta-templom
- San Leonardo Abate-templom
- Santa Maria Vergine-templom
- San Pietro-templom
- Ponte della Trivillina